# Nina Blum

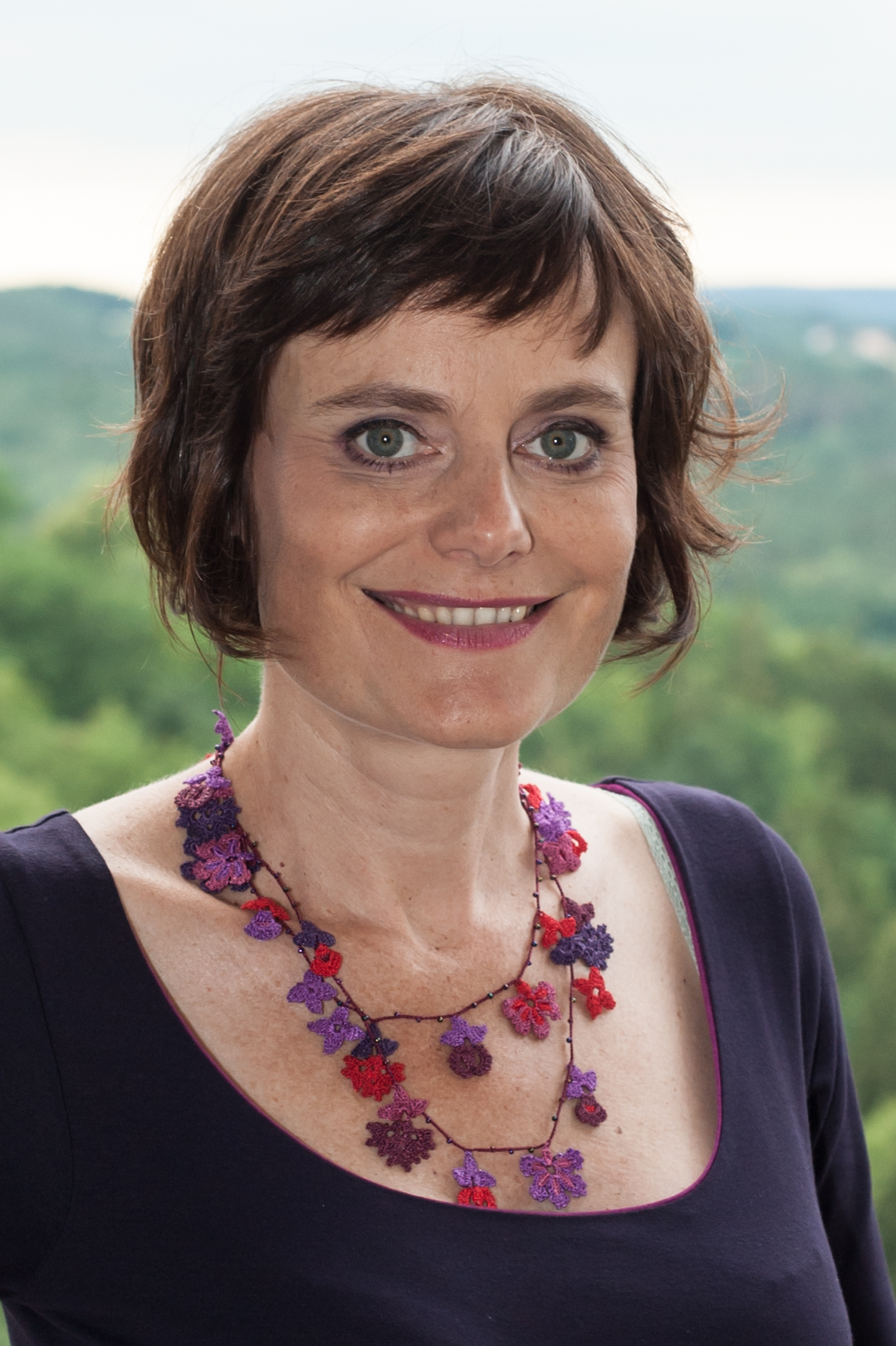
Nina Blum 2016

Nina Blum (* 5. September 1973 in Wien; eigentlich Nina Halder-Schüssel) ist eine österreichische Schauspielerin und Regisseurin sowie Psychologin und Unternehmensberaterin.

## Leben
Die Tochter des ehemaligen österreichischen Bundeskanzlers Wolfgang Schüssel studierte Psychologie in Wien und Barcelona, begann aber bereits während des Studiums eine Schauspielausbildung an der Schauspielschule Krauss in Wien, die sie 2001 abschloss. Zudem studierte sie Tanz im Tanzforum Wien und nahm Gesangsunterricht bei James Moore und Monika Ballwein.
Sie spielte in zahlreichen Theater- und Musicalproduktionen; im Fernsehen war sie  in Dinner for Two und Zuckeroma (Regie: Xaver Schwarzenberger), in Gefühl ist alles (Regie: Reinhard Schwabenitzky) und in Der Winzerkönig (Regie: Holger Barthel) zu sehen. Im 2005 gedrehten Kinofilm Welcome Home (Regie: Andreas Gruber) spielte sie die Freundin eines von der Abschiebung bedrohten Afrikaners. Ihr Debüt als Regisseurin gab sie mit Prinzessin sucht Prinz, einem im Schloss Thürnthal spielenden Märchen. Seit 2008 findet in Schloss Poysbrunn ihr Kindertheaterfestival Märchensommer Niederösterreich statt.
Im Herbst 2011 spielte sie gemeinsam mit Martin Oberhauser ihr erstes Kabarettprogramm im Wiener Metropol unter dem Titel Sex und Reden – Lustpaarkeiten mit Gesang. 2012 war dieses im ORF im Rahmen der Hyundai Kabarett-Tage zu sehen. Es folgte das gemeinsame Programm Schlaflose Nächte und 2018 das Programm Jetzt oder nie.
Im Februar 2012 geriet Blum in eine Korruptionsaffäre, als bekannt wurde, dass sie, vertreten durch Angehörige der ÖVP, im Frühjahr 2007 Mitarbeiter der österreichischen Telekom AG um finanzielles Sponsoring für ein Theaterprojekt gebeten hatte.
Am 14. April 2013 startete ihre Talk-Show Sex & Reden auf Puls 4.
Seit Ende 2014 ist Blum als Nachfolgerin von Alexander Waechter Intendantin des Sommertheaters Sommernachtskomödie Rosenburg, das bis dahin als Shakespeare auf der Rosenburg bekannt war.
Nina Blum ist seit 2012 mit dem Unternehmensberater Martin Halder verheiratet und hat eine Tochter. Unter ihrem bürgerlichen Namen Nina Halder-Schüssel führt sie parallel eine Unternehmensberatung, die sie hauptsächlich im Herbst und Winter ausübt, der Sommer ist ihre Festivalzeit.
2021 inszenierte Nina Blum erstmals an der Wiener Staatsoper eine Kinder-Wanderoper mit dem Titel Die Entführung ins Zauberreich, eine Bearbeitung von Mozarts Die Entführung aus dem Serail. 2023 folgte Das verfluchte Geisterschiff, eine Bearbeitung von Wagners Der fliegende Holländer.

## Filmografie (Auswahl)
- 2007: Muttis Liebling (Fernsehfilm)

## Auszeichnungen
- 2023: Niederösterreichischer Kulturpreis: Sonderpreis – Kunst und Kultur für junge Menschen[8]